# Macroclinium robustum
Macroclinium robustum, también conocida como "diablillo púrpura" es una especie de orquídea epífita miniatura. Es la especie tipo del género.

## Descripción
Es una orquídea miniatura. Tiene un hábito de epífita con un rizoma corto dando lugar a pseudobulbos ovados que están envueltos basalmente por 2-5 vainas  de soporte con hialina, los márgenes escariosos y que llevan hojas agudas, rugosas, comprimidas, las basales se articulan a las vainas. Florece en el verano en una laxa inflorescencia de 8,6 cm, con 11 a 17 flores con 2 brácteas triangulares, agudas largas y una única bráctea floral, triangular,  acuminada. Se distingue de otras especies por la inflorescencia más larga y los callos-papilosos hirsutos y de M. ramonense por la larga y fuerte garra del labio. Florece entre junio y julio.

## Distribución
Se encuentra en Costa Rica y Panamá en los bosques montanos nubosos húmedos a elevaciones de 1300 a 1850 metros.

## Taxonomía
Macroclinium robustum fue descrita por Pupulin & Mora-Ret. y publicado en Selbyana 18(1): 7, f. 2. 1997.